# 国鉄タキ3700形貨車
国鉄タキ3700形貨車（こくてつタキ3700がたかしゃ）は、1955年（昭和30年） から製作された、日本国有鉄道（国鉄）に車籍を有した酢酸専用の 30 t 積タンク貨車である。

## 概要
酢酸 および 無水酢酸専用タンク車の主力形式として1955年（昭和30年）1月18日 から1969年（昭和44年）1月28日にかけて76両（タキ3700 - タキ3775）が、新三菱重工業、富士重工業、日立製作所、日本車輌製造、川崎車輛、帝國車輛工業、汽車製造にて製作された。
タンク体は一般的な形状のドーム付き直円筒形で、腐食防止のためタンク材質にはアルミニウム または ステンレス鋼のいずれかを用いて製作された。アルミ製タンク体を搭載する車両は強度確保のため、タンク体を台枠に固定する受台を大型化し、区別のため記号は「アタキ」と標記された。
1979年（昭和54年）10月より化成品分類番号「燃侵38」（燃焼性の物質、侵食性の物質、引火性液体、腐食性のあるもの）が標記された。車両によっては「燃侵83」、「侵燃83」と標記されていることもあるが、意味は同じである。
冬季の低温下で容易に凝固する積荷であるため、無水酢酸輸送を主とする一部車両を除きタンク外部を断熱材と覆い外板で被覆して積荷を保温する。荷役方式は積み込みをタンク上部のドームから行い、取り下ろしはドーム前後に設けた空気管から圧縮空気を注入して上部ドームへ圧送する「上入れ上出し」方式である。
台車は各車とも国鉄貨車で標準的に用いられた TR41C 形で、軸受は平軸受、枕ばねは重ね板ばねである。ブレーキ装置は国鉄貨車で汎用的に用いられる自動空気ブレーキである。留置ブレーキは車端デッキ上に回転ハンドル式の手ブレーキを設けるが、最後期車（タキ3767 - タキ3775）のみは左右両側の台枠側面に足踏み式のブレーキテコを設ける。
1987年（昭和62年）4月の国鉄分割民営化時には60両がJR貨物に継承されたが、2010年（平成22年）4月1日現在4両が在籍している。

### 年度別製造数
各年度による製造会社と両数は次のとおりである。（所有者は落成時の社名）
- 昭和29年度 - 2両
  - 新三菱重工業 2両 大日本セルロイド（タキ3700 - タキ3701）
- 昭和30年度 - 1両
  - 新三菱重工業 1両 大日本セルロイド（タキ3702）
- 昭和31年度 - 5両
  - 新三菱重工業 3両 大日本セルロイド（タキ3703 - タキ3704、タキ3707）
  - 新三菱重工業 2両 新日本窒素肥料（タキ3705 - タキ3706）
- 昭和33年度 - 1両
  - 新三菱重工業 1両 大日本セルロイド（タキ3708）
- 昭和34年度 - 8両
  - 新三菱重工業 5両 大日本セルロイド（タキ3709 - タキ3710、タキ3712 - タキ3713、タキ3716）
  - 富士重工業 1両 東邦レーヨン（タキ3711）
  - 新三菱重工業 2両 新日本窒素肥料（タキ3714 - タキ3715）
- 昭和35年度 - 6両
  - 新三菱重工業 1両 大日本セルロイド（タキ3717）
  - 新三菱重工業 3両 新日本窒素肥料（タキ3718 - タキ3720）
  - 日立製作所 2両 昭和電工（タキ3721 - タキ3722）
- 昭和36年度 - 5両
  - 日本車輌製造 1両 日本瓦斯化学工業（タキ3723）
  - 日立製作所 1両 昭和電工（タキ3724）
  - 新三菱重工業 1両 大日本セルロイド（タキ3725）
  - 新三菱重工業 2両 新日本窒素肥料（タキ3726 - タキ3727）
- 昭和37年度 - 3両
  - 新三菱重工業 3両 日本合成化学工業（タキ3728 - タキ3729）
- 昭和38年度 - 6両
  - 新三菱重工業 3両 日本合成化学工業（タキ3730 - タキ3732）
  - 富士重工業 1両 日本合成化学工業（タキ3733）
  - 日立製作所 1両 チッソ（タキ3734）
  - 川崎車輛 1両 新日本窒素肥料（タキ3735）
- 昭和39年度 - 5両
  - 日立製作所 1両 昭和電工（タキ3736）
  - 日立製作所 4両 徳山石油化学（タキ3737 - タキ3740）
- 昭和40年度 - 3両
  - 日立製作所 2両 徳山石油化学（タキ3741 - タキ3742）
  - 富士重工業 1両 電気化学工業（タキ3743）
- 昭和41年度 - 2両
  - 三菱重工業 2両 日本合成化学工業（タキ3744 - タキ3745）
- 昭和42年度 - 14両
  - 三菱重工業 2両 日本合成化学工業（タキ3746 - タキ3747）
  - 富士重工業 10両 電気化学工業（タキ3748 - タキ3757）
  - 帝國車輛工業 1両 日本合成化学工業（タキ3758）
  - 三菱重工業 1両 日本合成化学工業（タキ3759）
- 昭和43年度 - 16両
  - 汽車製造 4両 ダイセル化学工業（タキ3760 - タキ3763）
  - 日立製作所 3両 昭和電工（タキ3764 - タキ3766）
  - 富士重工業 9両 電気化学工業（タキ3767 - タキ3775）